# Chlorek platyny(IV)
Chlorek platyny(IV), PtCl
4 – nieorganiczny związek chemiczny z grupy chlorków, w którym platyna występuje na IV stopniu utlenienia.
Związek ten można otrzymać w wyniku reakcji analizy kwasu chloroplatynowego:
H
2PtCl
6 → PtCl
4 + 2HCl
Po ogrzaniu PtCl
4 związek ten rozkłada się na chlorek platyny(II) i chlor:
PtCl
4 → PtCl
2 + Cl
2